# Bertram Schmiterlöw

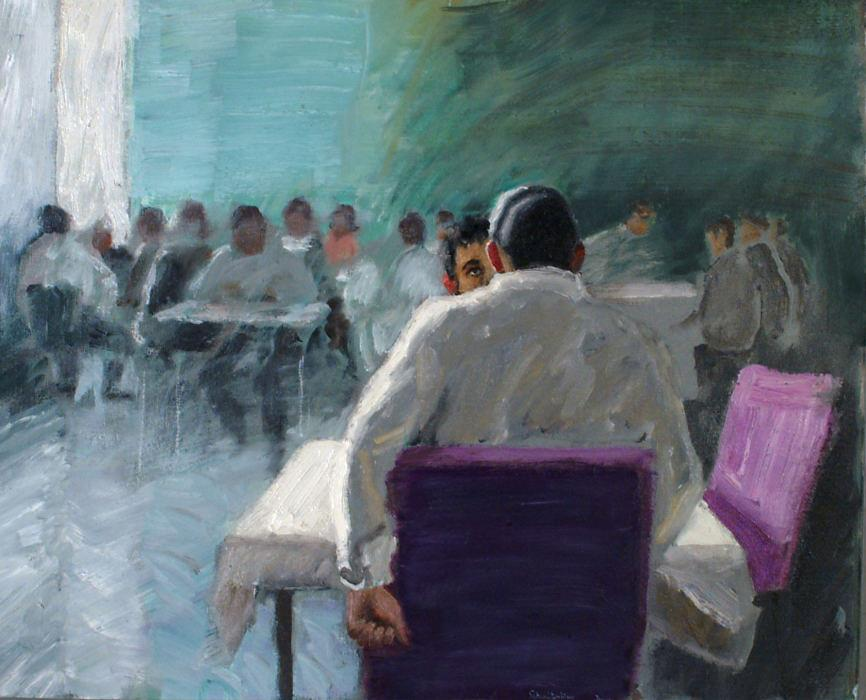
The Eye, oil on canvas, 1984

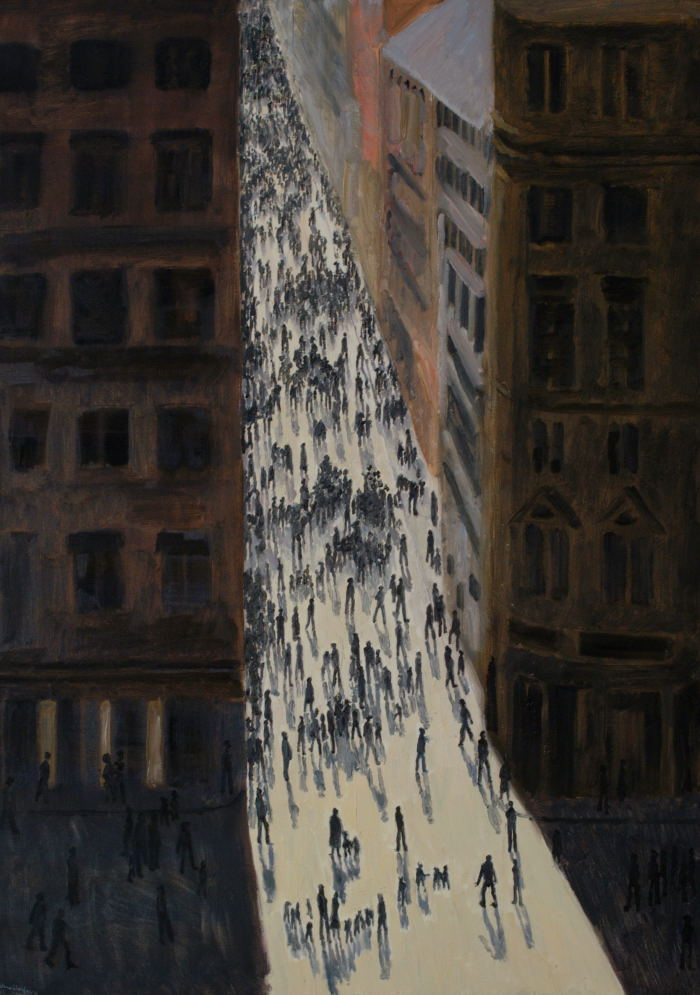
Via Condotti, oil on canvas, 1984

Bertram Henning Christer Edward Schmiterlöw, född 20 januari 1920 i Karlskrona, död 28 december 2002 i Stockholm, var en svensk målare, grafiker, tecknare och skulptör.

## Biografi
Bertram Schmiterlöw var son till majoren Carl Axel Edvard Schmiterlöw och Christine Marie Mohn Thrap-Olsen och från 1949 gift med Brita Synnöve Berglund samt far till Teresa Schmiterlöw och bror till Vera Schmiterlöw och Christer Schmiterlöw.
Han studerade konst under sina sommarlov från gymnasiet för Gustaf Theodor Wallén i Leksand och efter avslutad skolgång studerade han vid Otte Skölds målarskola i Stockholm 1942 och vid Konsthögskolans grafikskola 1943–1945 samt genom självstudier under resor till Tyskland, Frankrike och Spanien. Hans konstnärskap är inspirerat av Edward Hopper, Giorgio Morandi, Pedro Figari med flera. Han var bosatt i Argentina 1945–1955 och kom därigenom att stå vid sidan av utvecklingen av det europeiska nonfigurativa måleriet som då fick sitt genombrott. Separat debuterade han med en utställning på Galleria Müller i Argentina 1953 och i Sverige ställde han ut på Modern konst i hemmiljö 1955. Han medverkade i samlingsutställningar arrangerade av Dalarnas konstförening, Nationalmuseums Unga tecknare, Sveriges allmänna konstförenings utställningar på Liljevalchs konsthall, utställningen Då och nu. Svensk grafik 1600-1959 som visades på Liljevalchs, grafiktriennalen på Nationalmuseum och Liljevalchs Stockholmssalonger. Hans konst består av indianska folklivsbilder, exotiska landskap från Argentina samt ett nordiskt sekelskiftesmåleri med inslag av Edvard Munch samt modernt latinamerikanskt folklivsmåleri och porträtt. Bland hans porträtt märks de över biskop Manfred Björkquist på Sigtunastiftelsens läroverk i Sigtuna, Bo Setterlind och statsrådet Gunnar Hedlund. Vid sidan av sitt eget skapande medverkade han med reportage och teckningar i Svenska Dagbladet. Schmiterlöw är representerad vid Nationalmuseum, Moderna museet Gustav VI Adolfs samling, Bonnierska porträttsamlingen på Manilla och Statens porträttsamling på Gripsholm.   
Bertram Schmiterlöws konstnärskap kännetecknas av ett figurativt, expressivt och koloristiskt rikt måleri där ljus och ytor bygger miljöerna. Motiven har ofta en ödslig, förtätad atmosfär. Hans verk omfattar bland annat människo- och naturskildringar från Sverige och medelhavsländerna.
Som porträttör är Schmiterlöws offentligt representerad i framför allt svenskt och argentinskt näringsliv. Några som han avporträtterat är prins Bertil, Curt Nicolin, Percy Barnevik, Margit Sahlin och Bo Setterlind.
Bertram Schmiterlöw är begravd på Skogskyrkogården i Stockholm.

## Utmärkelser
- Riddare av Vasaorden 1974
- Orden Libertador San Martin 2002

## Representerad
- Nationalmuseum[3]
- Gustav VI Adolfs samling
- Manillasamlingarna
- Bonniers porträttsamling
- Gripsholms porträttsamling
- Moderna museet[6]

## Övrigt
- Porträtterad i dokumentärfilmen "Två bröder - Två världar" av Tom Alandh SVT 2002
- Biografin "Från mina två världar" av Patrik Reutersvärd och Bertram Schmiterlöw, Karlsons förlag, 1999